# V-League 2013/14 (Südkorea)
Die V-League 2013/14 war die 10. Spielzeit der Profi-Volleyballliga Südkoreas. Die Saison begann am 10. November 2013 und endete am 3. April 2014 mit dem Meisterschaftsfinale. Titelverteidiger war Daejeon Samsung Fire Bluefangs.

## Teilnehmende Mannschaften
| Verein                             | Ort       | Halle                | Kapazität |
| ---------------------------------- | --------- | -------------------- | --------- |
| Ansan OK Savings Bank Rush & Cash  | Ansan     | Sangnoksu-Arena      | 2.285     |
| Cheonan Hyundai Capital Skywalkers | Cheonan   | Yu-Kwan-sun-Arena    | 5.482     |
| Daejeon Samsung Fire Bluefangs     | Daejeon   | Chungmu-Arena        | 6.000     |
| Uijeongbu KB Insurance Stars       | Uijeongbu | Uijeongbu-Sporthalle | 6.240     |
| Incheon Korean Air Jumbos          | Incheon   | Gyeyang-Arena        | 4.270     |
| Seoul Woori Card Wibee             | Seoul     | Jangchung-Sporthalle | 4.618     |
| Suwon KEPCO Vixtorm                | Suwon     | Suwon-Arena          | 5.145     |

## Veränderung zur Vorsaison
- Ansan OK Savings Bank Rush & Cash trat der Liga neu bei und wurde siebtes Männerteam der V-League.

## Saison

### Hauptrunde
Die Männer-V-League setzte sich in der Saison 2013/14 aus sieben Mannschaften zusammen, die zunächst in drei Hin- und zwei Rückrunden gegeneinander antraten.

### Tabelle
In der V-League gilt für den Spielbetrieb folgende Punkteregel: Für einen 3:0- oder einen 3:1-Sieg gibt es drei Punkte, für einen 3:2-Sieg zwei Punkte, für eine 2:3-Niederlage einen Punkt und für eine 1:3- oder 0:3-Niederlage keinen Punkt. Bei Punktgleichheit entscheidet zunächst die Anzahl der gewonnenen Spiele, dann der Satzquotient (Divisionsverfahren) und schließlich der Ballpunktquotient (Divisionsverfahren).
|                            | Verein                                 | Anz. Spiele | Punkte | Gew. Spiele | Verl. Spiele | Sätze | Bälle |
| -------------------------- | -------------------------------------- | ----------- | ------ | ----------- | ------------ | ----- | ----- |
| 1.                         | Daejeon Samsung Fire Bluefangs (M)     | 30          | 66     | 23          | 7            | 97:42 | 0:0   |
| 2.                         | Cheonan Hyundai Capital Skywalkers (P) | 30          | 61     | 21          | 9            | 71:45 | 0:0   |
| 3.                         | Incheon Korean Air Jumbos              | 30          | 50     | 16          | 14           | 62:50 | 0:0   |
| 4.                         | Seoul Woori Card Wibee                 | 30          | 43     | 15          | 15           | 55:57 | 0:0   |
| 5.                         | Uijeongbu KB Insurance Stars           | 30          | 37     | 12          | 18           | 47:68 | 0:0   |
| 6.                         | Ansan OK Savings Bank Rush & Cash (N)  | 30          | 34     | 11          | 19           | 49:65 | 0:0   |
| 7.                         | Suwon KEPCO Vixtorm                    | 30          | 24     | 7           | 23           | 43:77 | 0:0   |
| Stand: Ende der Hauptrunde |                                        |             |        |             |              |       |       |

|     | Meisterschafts-Finalteilnehmer     |
|     | Meisterschafts-Halbfinalteilnehmer |
| (M) | Südkoreanischer Meister 2012/13    |
| (P) | KOVO-Pokal-Sieger 2013             |
| (N) | Neubeigetreten                     |

### Meisterschaftsrunde
An den Meisterschaftsspielen nahmen die besten drei Mannschaften aus der Hauptrunde teil. Zuerst spielten der Zweit- gegen den Drittplatzierten, und der Gewinner traf im Finale auf den Erstplatzierten der Hauptrunde. Im Finalspiel wurde schließlich die Meisterschaft ausgespielt.

### Halbfinale
| Datum          | Team 1                             | Team 2                    | Ergebnis       |
| -------------- | ---------------------------------- | ------------------------- | -------------- |
| 21./23.03.2014 | Cheonan Hyundai Capital Skywalkers | Incheon Korean Air Jumbos | 2:0 (3:0; 3:1) |

### Finale
| Datum                  | Team 1                         | Team 2                             | Ergebnis                 |
| ---------------------- | ------------------------------ | ---------------------------------- | ------------------------ |
| 28./30./01./03.04.2014 | Daejeon Samsung Fire Bluefangs | Cheonan Hyundai Capital Skywalkers | 3:1 (0:3, 3:1, 3:0; 3:0) |